# John McDonnell
John McDonnell (Maigh Eo, 2 de julio de 1938-Fayetteville, 7 de junio de 2021) fue un entrenador en jefe irlandés-estadounidense que se desempeñó como entrenador del equipo de atletismo Razorbacks de la Universidad de Arkansas. Comenzó como entrenador en jefe de pista y campo a través de la Universidad en 1972 y se convirtió en entrenador en jefe de pista en 1978. Es considerado el entrenador más exitoso en la historia de la NCAA, llevó 40 campeonatos nacionales a la Universidad de Arkansas en una carrera como entrenador que se extendió desde 1978 hasta su retiro en 2008.

## Primeros años
McDonnell obtuvo su licenciatura en el suroeste de Louisiana (ahora Louisiana-Lafayette) en 1969. Mientras competía para convertirse en seis veces All-American en pista y campo a través en la USL, se convirtió en el campeón de 3000 metros AAU de 1966-67 y ganó la milla en los Juegos de Selección Británica de 1966.
Fue entrenador en New Providence (NJ) High School (1969–70) y Lafayette (La.) High School (1971) antes de llegar a la Universidad de Arkansas.

## Carrera como entrenador
McDonnell fue contratado como entrenador de campo a través en 1972 y agregó todo el programa de pista y campo masculino en 1978.
El entrenador McDonnell llevó al equipo de atletismo a su primer campeonato nacional en los campeonatos de interior de la NCAA de 1984, mientras que la escuela era miembro de la ahora desaparecida Southwest Conference. Desde entonces, la Universidad de Arkansas ha ganado 40 campeonatos de la NCAA, incluidos 11 de campo traviesa, 19 pistas cubiertas y 10 pistas al aire libre. Otras escuelas han ganado solo 24 títulos combinados de la NCAA en los tres deportes durante el mismo período.
Los 40 campeonatos nacionales de McDonnell (que incluyen 19 en pista cubierta, 10 en pista al aire libre y 11 en campo traviesa) son más que cualquier otro entrenador en cualquier deporte en la historia del atletismo universitario. El siguiente más alto es el 31 de Pat Henry, ex LSU y actual entrenador de atletismo en la Universidad de Texas A&M.
McDonnell también ganó cinco coronas triples nacionales (en 1984-85, 1991-92, 1992-93, 1994-95 y 1998-99) y en la Universidad de Texas en El Paso ha ganado tres coronas triples nacionales. Ninguna otra escuela ha ganado una.
Además, los logros individuales y del equipo de McDonnell incluyen:
- 20 coronas triples de conferencias desde 1982, incluidas ocho consecutivas entre 1987 y 1995
- 25 títulos consecutivos de conferencias en campo traviesa con pista cubierta y pista al aire libre combinados de 1987 a 1995
- 73 campeonatos de conferencia en los últimos 77 eventos en los que Arkansas ha participado desde 1981-1982
- 84 campeonatos de conferencia en general desde 1974, incluidos 38 en el SWC y 46 en la SEC (de un posible 50, o 90 por ciento)
- 12 campeonatos consecutivos de pista cubierta de la NCAA (1984-1995)
- entrenó a 185 pistas de All-Americans, ganando 652 honores separados de All-America
- 34 campeonatos consecutivos de liga de campo traviesa, incluidos 17 consecutivos en la SEC (1974-2007)
- 54 campeones nacionales individuales
- 23 atletas olímpicos entrenados durante tres décadas y seis Juegos Olímpicos diferentes, incluidos medallistas de oro, plata y bronce
- Su equipo de pista cubierta de 1994 ganó el campeonato nacional por el margen más amplio en la historia del deporte y anotó la mayor cantidad de puntos (94) en la historia del evento de la NCAA.
- su equipo de 1994 anotó un récord de 223 puntos en los campeonatos al aire libre de la SEC
- ha sido nombrado entrenador nacional, regional o de conferencias del año un total de 140 veces
- ha entrenado a 23 atletas olímpicos, incluidos medallistas de oro, plata y bronce, 105 campeones de eventos individuales de la NCAA y 331 campeones de conferencias de eventos individuales

La instalación de pista al aire libre Razorback en el campus de la Universidad de Arkansas lleva su nombre en su honor. McDonnell ha sido incluido en el Salón de la Fama de los Entrenadores de Pista de los Estados Unidos, el Salón de Honor de los Deportes de la Universidad de Arkansas, el Salón de la Fama de los Deportes de Arkansas, el Salón de la Fama de los Deportes de la Universidad del Suroeste de Louisiana y el Salón de la Fama de Mayo.

## Vida personal
McDonnell fue obtuvo la ciudadanía estadounidense en 1969, el mismo año en que se graduó de la Universidad de Southwestern Louisiana.
Está casado con Ellen Elias de Bayonne, Nueva jersey y tiene dos hijos, Heather y Sean.
Desde que se jubiló, McDonnell pasaba su tiempo en sus 2500 acres (10,1 km²)  de rancho ganadero en Pryor, Oklahoma. Posee más de 650 cabezas de ganado. McDonnell también está involucrado con varias organizaciones sin fines de lucro, incluida la Asociación Estadounidense del Corazón y el Instituto de Terapia de Radiación de Arkansas Central y trabaja en estrecha colaboración con la Universidad de Arkansas de Ciencias Médicas para promover la conciencia sobre el cáncer de próstata.
McDonnell falleció en Fayetteville, Arkansas el 7 de junio de 2021 a los ochenta y dos años, por complicaciones del Alzheimer que padecía.